# ثعلب‌تباران
ثَعلَب‌تَباران (انگلیسی: Orchideae) گروهی از گیاهان ثعلب هستند که به زیرخانواده «ثعلب‌واران» تعلق دارند. قبلاً این گروه به دو زیرگروه Orchidinae و Habenariinae تقسیم می‌شد که Orchidinae به تنهایی حدود ۱۸۰۰ گونه مختلف داشت.
هرچند تحقیقات «تبارزایی» نشان داده که هر زیرگروه از یک نیای مشترک به وجود آمده، اما مرز بین گونه‌های مختلف هنوز  کاملاً مشخص نیست. بسیاری از گونه‌ها که به روش سنتی دسته‌بندی شده‌اند، در واقع از نیای مشترک متفاوتی به وجود آمده‌اند و به اشتباه در یک دسته قرار گرفته‌اند. به عنوان مثال، گونه‌هایی از «زرآوند سفید» و «سنبل جنگلی» در هر دو زیرگروه دیده می‌شوند.
در سال ۲۰۱۷، یک تحقیق «تبارزایی مولکولی» تأیید کرد که هر دو زیرگروه از یک نیای مشترک هستند، اما به دلیل نبود اطلاعات کافی و ابهام در مرز بین گونه‌ها، زیرگروه Habenariinae به‌طور رسمی به رسمیت شناخته نشد. از سال ۲۰۱۲ به بعد، دسته‌بندی گونه‌های آسیایی «ثعلب‌تباران» بارها تغییر کرده است.
در حال حاضر، «ثعلب‌تباران» به شش زیرگروه تقسیم می‌شود: Brownleeinae, Pachitinae, Huttonaeinae, Orchidinae, Coryciinae و Disinae.